# James Michael
James Andrew Michael (Holland, 26 settembre 1968) è un produttore discografico, compositore e musicista statunitense.
È noto per essere il cantante della band Sixx:A.M., fondata dal bassista dei Mötley Crüe, Nikki Sixx.

## Biografia
Il suo nome originale era James Andrew Michel, ma ha cambiato il suo cognome in Michael per evitare che fosse pronunciato male. Prese lezioni di piano e cantò nello spettacolo del coro della Holland High School, Vocal Dimensions. Durante l'adolescenza, suonò in diverse band locali tra cui The Way We Dress e Night Shift. Alla fine degli anni '80 si trasferì a Los Angeles.

## Carriera
James Michael ha lavorato come produttore, compositore e/o mixer audio di molti gruppi musicali, tra cui Alanis Morissette, Meat Loaf, Mötley Crüe, Scorpions, Hilary Duff, The Rasmus, Papa Roach, Trapt, American Bang, Saliva, The Exies, Deana Carter, Sammy Hagar, Lillix, Sarah Kelly, Taylor Momsen, Halestorm, Jack's Mannequin, Brides of Destruction and Marion Raven.
È membro dei Sixx:A.M. insieme a Nikki Sixx e Dj Ashba. Ha cantato e suonato come polistrumentista nell'album di debutto della band: The Heroin Diaries Soundtrack. Nel 2000 pubblica il suo primo album solista, Inhale. Michael scrisse l'intero album e lo registrò quasi interamente da solo, fatta eccezione per alcune guest star. Il 7 maggio 2009 ha pubblicato su MySpace il brano "Los Angeloser".

## Discografia

### Solista
- 2000 – Inhale

### Con i Sixx:A.M.
- 2007 – The Heroin Diaries Soundtrack
- 2011 – This Is Gonna Hurt
- 2014 – Modern Vintage
- 2016 – Prayers for the Damned, Vol. 1
- 2016 – Prayers for the Blessed, Vol. 2